# Michelle Smith (zwemster)
Michelle Marie Smith (sinds haar huwelijk ook bekend als Michelle Marie Smith-de Bruin) (Rathcoole, 16 december 1969) is een voormalige Ierse topzwemster. Ze nam driemaal deel aan de Olympische Spelen en won hierbij in totaal vier medailles.

## Biografie
Smith werd bekend, doordat zij op de Olympische Spelen van Atlanta min of meer uit het niets drie gouden medailles en een bronzen medaille won. Haar grote progressie in korte tijd, en het feit dat zij daarbij getraind werd door haar latere echtgenoot Erik de Bruin, die in die periode een vierjarige schorsing wegens dopinggebruik uitzat, zorgden ervoor dat haar succes heftig ter discussie werd gesteld.
In 1998 werd Smith getest bij een out-of-competition controle. De tester kon, doordat ze een dikke trui droeg, niet precies zien wat ze aan het doen was. Later in het laboratorium bleek dat de staal alcohol bevatte in een concentratie die fataal zou zijn. De conclusie was dat de alcohol door Smith was toegevoegd om sporen in de staal te verbloemen. Ze werd door de FINA voor vier jaar geschorst wegens knoeien met een dopingtest. Ze mocht haar olympische medaille behouden, omdat de positieve dopingtesten na de Olympische Spelen waren afgenomen. Ze vocht haar schorsing aan bij het Hof van Arbitrage voor Sport (CAS). Zonder succes, want het CAS hield voet bij stuk. Op haar eigen verzoek werd de rechtszitting in het openbaar afgehandeld. Tijdens de rechtszitting verklaarde Dr. Jordi Segura, het hoofd van het IOC-laboratorium in Barcelona, dat ze 10 tot 12 uur voordat ze getest werd, het verboden middel androsteendion gebruikt zou hebben. Ook twee stalen die in november 1997 en maart 1998 afgenomen waren, bevatten sporen van dit middel. Ze was 28 jaar oud op het moment van haar schorsing. De schorsing beëindigde indirect haar sportieve loopbaan.
Smith heeft rechten gestudeerd op University College Dublin. Zij werkt als advocaat.

## Titels
- Olympisch kampioene 200 m wisselslag - 1996
- Olympisch kampioene 400 m wisselslag - 1996
- Olympisch kampioene 400 m vrije slag - 1996
- Europees kampioene 200 m wisselslag - 1996
- Europees kampioene 200 m vlinderslag - 1995
- Europees kampioene 200 m vrije slag - 1995
- Europees kampioene 400 m wisselslag - 1997

## Persoonlijke records
Korte baan
| afstand          | tijd    | datum           | plaats            |
| ---------------- | ------- | --------------- | ----------------- |
| 100 m vrije slag | 56,90   | 27 januari 1996 | Amersfoort        |
| 200 m rugslag    | 2.13,47 | 2 december 1993 | Palma de Mallorca |
| 200 m wisselslag | 2.15,00 | 27 januari 1996 | Amersfoort        |
| 400 m wisselslag | 4.36,84 | 26 maart 1994   | Parijs            |

Lange baan
| afstand           | tijd    | datum             | plaats  |
| ----------------- | ------- | ----------------- | ------- |
| 200 m vrije slag  | 1.59,93 | 13 augustus 1997  | Sevilla |
| 400 m vrije slag  | 4.07,25 | 22 juli 1996      | Atlanta |
| 100 m rugslag     | 1.06,22 | 22 september 1988 | Seoel   |
| 200 m rugslag     | 2.19,50 | 26 september 1988 | Seoel   |
| 50 m vlinderslag  | 28,64   | 17 augustus 1995  | Wenen   |
| 100 m vlinderslag | 1.00,59 | 17 augustus 1995  | Wenen   |
| 200 m vlinderslag | 2.09,91 | 26 juli 1996      | Atlanta |
| 200 m wisselslag  | 2.13,93 | 24 juli 1996      | Atlanta |
| 400 m wisselslag  | 4.39,18 | 20 juli 1996      | Atlanta |

## Palmares

### 100 m rugslag
- 1988: 27e OS

### 100 m vlinderslag
- 1995: 5e EK

### 200 m rugslag
- 1988: 17e OS
- 1992: 35e OS

### 200 m wisselslag
- 1988: 26e OS
- 1992: 32e OS
- 1995:  EK
- 1996:  OS

### 200 m vlinderslag
- 1994: 5e WK
- 1995:  EK
- 1996:  OS
- 1997:  EK

### 200 m vrije slag
- 1997:  EK

### 400 m wisselslag
- 1988: 25e OS
- 1992: 26e OS
- 1995:  EK
- 1996:  OS
- 1997:  EK

### 400 m vrije slag
- 1996:  OS
- 1997:  EK

1968: Claudia Kolb ·
1972: Shane Gould ·
1984: Tracy Caulkins ·
1988: Daniela Hunger ·
1992: Lin Li ·
1996: Michelle Smith ·
2000: Jana Klotsjkova ·
2004: Jana Klotsjkova ·
2008: Stephanie Rice ·
2012: Ye Shiwen ·
2016: Katinka Hosszú ·
2020: Yui Ohashi ·
2024: Summer McIntosh
1924: Martha Norelius ·
1928: Martha Norelius ·
1932: Helene Madison ·
1936: Rie Mastenbroek ·
1948: Ann Curtis ·
1952: Valéria Gyenge ·
1956: Lorraine Crapp ·
1960: Chris von Saltza ·
1964: Ginny Duenkel ·
1968: Debbie Meyer ·
1972: Shane Gould ·
1976: Petra Thümer ·
1980: Ines Diers ·
1984: Tiffany Cohen ·
1988: Janet Evans ·
1992: Dagmar Hase ·
1996: Michelle Smith ·
2000: Brooke Bennett ·
2004: Laure Manaudou ·
2008: Rebecca Adlington ·
2012: Camille Muffat ·
2016: Katie Ledecky ·
2020: Ariarne Titmus ·
2024: Ariarne Titmus
1964: Donna de Varona ·
1968: Claudia Kolb ·
1972: Gail Neall ·
1976: Ulrike Tauber ·
1980: Petra Schneider ·
1984: Tracy Caulkins ·
1988: Janet Evans ·
1992: Krisztina Egerszegi ·
1996: Michelle Smith ·
2000: Jana Klotsjkova ·
2004: Jana Klotsjkova ·
2008: Stephanie Rice ·
2012: Ye Shiwen ·
2016: Katinka Hosszú ·
2020: Yui Ohashi ·
2024: Summer McIntosh
- International Standard Name Identifier: 0000 0000 4705 8622
- Library of Congress Control Number: no2008174640
- Nederlandse Thesaurus van Auteursnamen: 321130251
- Virtual International Authority File: 58910224
- WorldCat: E39PBJrRgdv4b6yT49gQXhgh73